# Calendari de l'Ermità
El Calendari de l'Ermità. Per l'astròleg Fra Ramon dels Pirineus, conegut com a Calendari de l'Ermità dels Pirineus o Calendari de l'Ermità, és un almanac, de caràcter anual, que s'edita a Catalunya de manera ininterrompuda des del 1875. És un calendari tradicional, agrari i astronòmic, arranjat al meridià de Barcelona, que conté el santoral, les festes majors, les fires i mercats de Catalunya i Andorra. Inicialment editat en castellà amb el nom de Calendario del Ermitaño de los Pirineos. Por el Astrólogo Fray Ramón, des del 2015 s'edita també en català i compta amb la col·laboració de fra Valentí Serra.

## Història

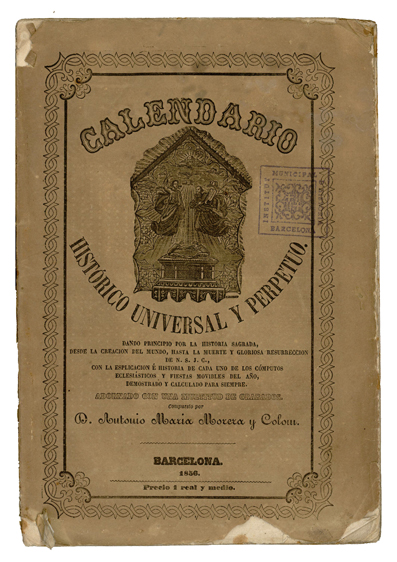
Calendario Histórico, Universal y Perpetuo, editat el 1856 per Antoni M. Morera i Colom.

L'aparició del 'Calendari de l'Ermità' es contextualitza en un moment precís i concret de popularització d'aquesta mena de publicacions a l'Estat espanyol. L'any 1814, durant el regnat de Ferran VII, s'aboleix la llibertat de premsa, i per tant, es prohibeix l'edició de diaris i almanacs. Només es permet la publicació d'un almanac amb llicència concedida per la casa reial a un sol editor, el qual havia d'adquirir la informació astronòmica al Real Observatorio Astronómico de San Fernando de Cadis. Es va arribar a vendre en el període absolutista fins a tres milions d'exemplars anuals. Aquest monopoli estatal va durar fins al 1855, en què sota el regnat d'Isabel II d'Espanya, els diputats liberals van fer una proposició de llei a les Corts sol·licitant la llibertat de confecció i impressió d'almanacs a Espanya, en coherència amb la llibertat d'impremta que promulgava la Constitució espanyola vigent en aquells moments. Amb l'aprovació de la nova llei el 28 de novembre de 1855, van començar a sortir al mercat diversos calendaris amb continguts de tota mena: satírics, polítics, literaris, meteorològics, religiosos, etc.
En aquest context, l'any 1856 Antoni M. Morera i Colom (Tàrrega, 1819-Barcelona, 1893), que era pèrit mercantil, mestre de primera ensenyança, “revisor” de llibres i pèrit i liquidador dels Tribunals de Comerç de Barcelona, i que tenia sòlids coneixements d'astronomia i cronologia, edita el Calendario Histórico, Universal y Perpetuo, que més que un calendari era un tractat que ensenyava la manera de fer calendaris. Es venia per tot Espanya i Canàries, i també a diferents països iberoamericans com Mèxic, Perú, Puerto Rico, Uruguai, Veneçuela i Xile, així com a Cuba i Haití. Tot seguit va publicar dos calendaris més: el Calendario Religioso Industrial y Mercantil para 15 años, i un calendari en forma de mapa de grans dimensions que va tenir gran acceptació.
Continuant aquesta afició de publicar calendaris, l'any 1875 Antoni M. Morera comença a editar, sota el pseudònim de “Fray Ramón Ermitaño de los Pirineos” (que fa constar al Registre de la Propietat Literària) un calendari a propòsit per als pobles rurals de Catalunya. Es tracta del Calendario religioso, astronómico y literario Ermitaño de los Pirineos, que presentava els continguts propis de la majoria de calendaris vuitcentistes: dades astronòmiques, pronòstics meteorològics, el santoral i les dates de festes majors, fires i mercats. En va encarregar la venda i expenedoria als senyors Pedro Vidal i Joan Pera, amos d'una botiga d'objectes d'escriptori i papereria situada al carrer del Bou de la Plaça Nova a Barcelona. El 1896 se’n venien més de 50.000 exemplars.
Quan Morera mor el 1893, deixa com a hereu del negoci al seu fill Joan Baptista Morera, qui l'any següent traspassa la venda i expenedoria de la publicació a la vídua d'A. Llorens, propietària d'una papereria al carrer de la Palma de Santa Caterina. Aquest canvi és degut a la desavinença entre el fill Morera i Antoni Millat, nou propietari de la papereria de Pedro Vidal i Cia. Millat pretengué editar el Calendario del Ermitaño pel seu compte, argumentant que no pertanyia a ningú i intentant registrar-lo al seu nom. El 1894 publica un calendari idèntic, amb la mateixa vinyeta i títol de portada del publicat per Morera, fent-li la competència. Finalment, el 1895 l'Audiència de Barcelona va sentenciar contra la publicació d'Antoni Millat, reconeixent la propietat intel·lectual a Antoni M. Morera.
L'any 1937, en plena Guerra Civil espanyola i a causa de l'estat revolucionari i persecució religiosa que es vivia, l'editor es va veure obligat a fer una sèrie de canvis. Va substituir el títol de la portada pel de Calendario Cívico (en lloc de Religioso), Astronómico y Literario, por el Astrólogo F. Ramon (no posa Fray), Solitario de los Pirineos, desapareixent totalment el nom d'Ermitaño. A l'interior, incorpora una “taula de conversió” per aquells noms de municipis que no podien dur una referència religiosa o monàrquica, i la Crònica Anual es veu obligada a destacar els fets del govern i de l'exèrcit dominant. Acabada la guerra, no serà fins a l'any 1940 que el Calendari torni a recuperar l'antiga imatge i títol original de l'Ermità, tot adaptant alguns dels seus continguts al règim polític del moment.
A partir dels anys 60, Roser Tomàs Morera (1929-2001), besneta del fundador, es va fer càrrec de l'edició del Calendari juntament amb el seu germà Estanislau Tomàs Morera (1924-2014), que des del 1975 també era l'editor del Calendari dels Pagesos (va comprar els drets d'edició a l'anterior propietària Llibreria Camí-Impremta Elzeviriana, que tancava el negoci). Des del 2015 el Calendari de l'Ermità, ja en versió en català, és editat per Edicions Morera.

## Continguts del Calendari
Des dels seus inicis, el Calendari de l'Ermità presenta uns continguts comuns a altres almanacs: dades astronòmiques, visibilitat dels planetes, eclipsis, llunacions, pronòstics meteorològics, santoral i informació sobre la celebració de festes majors i fires i mercats agrícoles i ramaders. Tot i així, la temàtica astronòmica, remeiera i “literària” li dona una personalitat específica i el diferencia dels altres.
La informació de caràcter religiós ha tingut un paper important, ja que el Calendari no només contenia el santoral sinó també els temps litúrgics, la dedicació dels mesos, les témpores, temps de penitència, abstinències i desdejunis, festes de precepte, etc. Un altre contingut destacat ha estat la Crònica Anual, un relat dels esdeveniments històrics més rellevants succeïts l'any anterior, i Centenaris, una selecció dels aniversaris que se celebren durant l'any relatius a personalitats, esdeveniments històrics, culturals o científics. Tots aquests continguts van acompanyats per altres articles, de caràcter divulgatiu, sobre temes de ciència i astronomia i de cultura popular i tradicional, així com per recomanacions per a les sembres i plantacions del camp, de l'hort i de les herbes remeieres.
Quant als continguts gràfics, les principals imatges que han acompanyat el calendari al llarg de la seva història han estat principalment les dues versions del gravat de la portada i les il·lustracions interiors de les al·legories dels mesos i els titulars de les festes majors, les fires i els mercats, realitzades pels reconeguts gravadors vuitcentistes Celestí Sadurní, Pacià Ros i Tomàs Argemí.
Fins al 2015, en què per primera vegada s'ofereix una versió en català, la llengua emprada pel Calendari ha estat la castellana, degut principalment a les intencions dels primers editors a estendre la venda a tot l'Estat espanyol.
Actualment, el Calendari de l'Ermità arriba a tots els racons del territori català, Andorra i les Illes Balears.